# Carson Mansion
Le Carson Mansion est une grande maison victorienne située dans la vieille ville (en) d'Eureka, en Californie. Considérée comme l'une des plus hautes exécutions de l'architecture américaine de style reine Anne la maison :33 est "considérée comme la plus grande demeure victorienne d'Amérique". C'est l'une des maisons victoriennes sur laquelle on a le plus écrit et la plus photographiée en Californie, voire aux États-Unis. Elle était à l'origine la demeure de William Carson, l'un des premiers grands barons du bois d’œuvre du nord de la Californie, mais est dès lors un club privé depuis 1950. La maison et le terrain ne sont cependant pas ouverts au public.

## William Carson

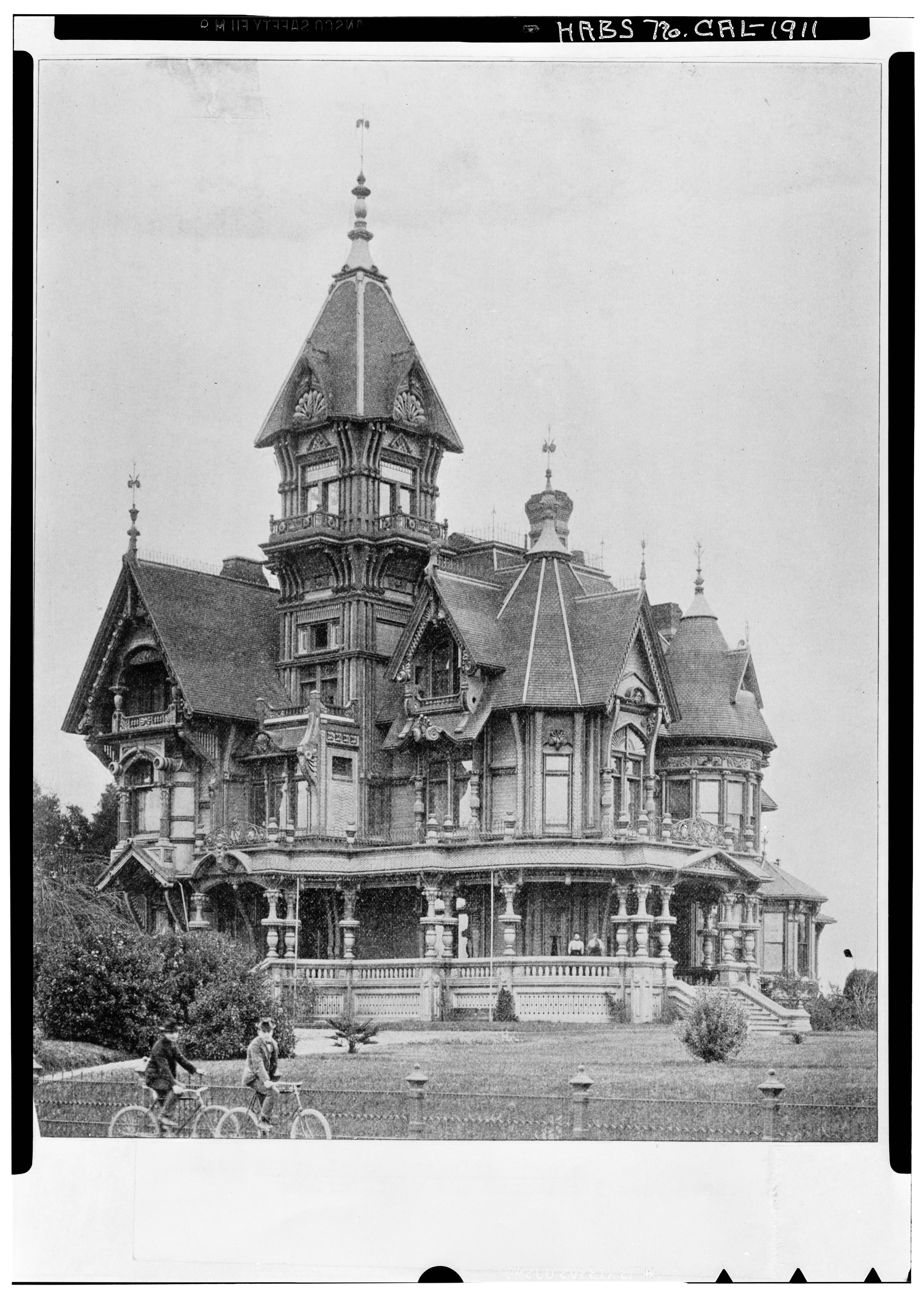
Carson House, Eureka, Californie, 1902

William Carson (15 juillet 1825, Nouveau-Brunswick - Eureka, le 20 février 1912), pour qui la maison a été construite, est arrivé à San Francisco en provenance du Nouveau-Brunswick, Canada, avec un groupe d'autres bûcherons en 1849. Ils se joignirent à la ruée vers l’or septentrionale et sont arrivés dans les Monts Trinity via la rivière Eel et la Baie de Humboldt. Ils quittèrent les Trinity Mountains pour hiverner à Humboldt Bay et s'engagèrent à fournir des grumes pour une petite scierie. En novembre 1850, Carson et Jerry Whitmore abattirent un arbre, le premier à des fins commerciales dans la baie de Humboldt. Tout l’hiver, Carson et son équipe transportèrent des billes de bois du marécage d’eau douce à l’usine Pioneer située sur les rives de la baie de Humboldt. Au printemps, le groupe s'en retourna dans les mines où il avait déjà revendiqué le droit de propriété sur Big Bar de Trinity. Ils construisirent un barrage et poursuivirent leurs activités minières jusqu'à ce qu'ils apprennent qu'une grande scierie était en construction à Humboldt Bay. Ils parcoururent le sud de la vallée de Sacramento, achetèrent des bœufs et retournèrent à Humboldt Bay en août 1852, où Carson, seul, exerça une activité permanente dans le secteur du bois d’œuvre. En 1854, il expédia les premiers chargements de bois de séquoia à San Francisco. Auparavant, seuls les sapins et les épinettes étaient exploités[réf. nécessaire].
En 1863, Carson et John Dolbeer fondèrent la Dolbeer and Carson Lumber Company. Dix-huit ans plus tard, en 1881, alors que la société évoluait dans des zones plus difficiles à exploiter, Dolbeer inventa le Steam donkey qui révolutionna l'exploitation des grumes, en particulier dans les zones difficiles à atteindre. À peu près au même moment, Carson participa à la fondation de la Eel River and Eureka Railroad avec John Vance. Avant de commencer la construction de son hôtel particulier, Carson déclara: "Si je le construisais chichement, on dira que je suis un maudit avare; si je le construis à grands frais, ils diront que je suis un frimeur; cela me convient. "  En 1884, à la veille de la construction de la grande maison, la société produisait 15 000 000 board feet (35 000 m3) de bois chaque année. Les opérations de scierie, combinées à des investissements supplémentaires dans le sud de la Californie et à une participation au moins partielle dans les goélettes, permettait de transporter le bois d’œuvre sur les marchés en expansion de la côte ouest et dans le monde entier ouvrant la voie à des budgets illimités et donnant accès aux ressources que les constructeurs auraient. La Pacific Lumber Company a acheté la société en 1950 et a maintenu ses opérations de scierie sur le site d'origine de Humboldt Bay, situé côté baie au-dessous de la maison, jusque dans les années 1970. À la suite de la cession par la famille Carson des biens de la famille restants (y compris la maison) en 1950, la famille quitta la région. Le bâtiment a été acheté pour 35 000 dollars en 1950 par des chefs d’entreprise locaux et abrite actuellement l’Ingomar Club, un club privé qui doit son nom au théâtre Ingomar de Carson, lui-même nommé d'après sa pièce préférée, Ingomar le Barbare.

## Style architectural
La maison de maître est un mélange de tous les styles majeurs de l'architecture victorienne, compris, mais sans s'y limiter: Eastlake Style italianisant, Queen Anne (primaire) et Stick. Un historien de l'architecture de renommée nationale a décrit la maison comme "a baronial castle in Redwood..." et a ajouté que "l'illusion de grandeur dans la maison est renforcée par le jeu d'échelle, l'utilisation de volumes séparés, surmontés d'un paysage de toit animé ". Le style de la maison a été décrit comme "éclectique" et "particulièrement américain". Contrairement à la plupart des autres maisons datant de cette période, cette propriété a toujours été entretenue et se trouve dans le même état que lors de sa construction.
En mai 1964, la maison a été incluse dans le numéro de catalogue CA-1911 dans l’Historic American Buildings Survey. Ceci est la seule liste officielle des bâtiments historiques qui fasse état de la maison. Bien que la maison historique puisse prétendre au Registre national des lieux historiques, le club privé a choisi de ne pas y adhérer[réf. nécessaire].

## Architectes
Samuel et Joseph Cather Newsom, de San Francisco (et plus tard de Los Angeles), étaient des architectes-constructeurs du XIXe siècle engagés par Carson pour créer la maison en 1883. Les Newsom ont produit de nombreux styles et types de bâtiments, allant des maisons aux églises en passant par les bâtiments publics, notamment: l'hôtel de ville d'Oakland, le palais de justice du comté d'Alameda et le palais de justice du comté de Napa. :35. En plus de la maison Carson, il reste quelques bâtiments originaux en Californie, notamment le Napa Valley Opera House et le San Dimas Hotel. Une maison qu'ils ont conçue était "The Pink Lady", que William Carson a donné à son fils Milton comme cadeau de mariage en 1889. Après avoir été vendu en 1920, elle est passée par plusieurs propriétaires avant d’être hérité par des sœurs en Allemagne. Elle a fonctionné comme rooming house jusqu’à sa saisie comme propriété nazie en 1942. En 1964, elle est devenue le premier bâtiment historique d'Eureka à être restaurée. Une autre de leurs créations a été construite à Eureka en 1982 par le Carter House Inn. Il s’agit d’une réplique de la Murphy House de San Francisco datant de 1885, conçue par Newsom et Newsom, qui avait été perdue lors du tremblement de terre de 1906 à San Francisco. Leurs travaux incluent également le manoir Bradbury, qui a été construit en 1887 au prix de 80 000 dollars pour Lewis L. Bradbury. La maison, une structure de 35 pièces avec cinq cheminées et cinq tourelles, se trouvait au 147 North Hill Street à Bunker Hill, à l'angle des rues Hill et Court, à Los Angeles, jusqu'à sa démolition en 1929. Elle a inspiré pour l'extérieur de l'attraction Mystic Manor de Disneyland à Hong Kong.

## Culture populaire
Les images de la maison sont courantes dans les conceptions de sites Web et les animations vidéo, ainsi que sur les affiches, les peintures et les couvertures de livres. Cette popularité a également conduit à la création de répliques dans des parcs d'attraction, notamment la tour de l'horloge de la gare de Disneyland. La maison sert également de modèle pour les maisons hantées[réf. nécessaire].